# Winiary Wiślickie (gmina)
Winiary Wiślickie (alt. Winiary) – dawna gmina wiejska istniejąca na przełomie XIX i XX wieku w guberni kieleckiej. Siedzibą władz gminy były Winiary Wiślickie (obecnie przysiółek Winiar Dolnych).
Za Królestwa Polskiego gmina Winiary Wiślickie należała do powiatu pińczowskiego w guberni kieleckiej (utworzonej w 1867).
Brak informacji o dacie likwidacji gminy; jednostka występuje jeszcze w wykazie z 1885 roku, natomiast w wykazie z 1921 jest już zniesiona, a Winiary Wiślickie wchodzą w skład gminy Opatowiec.